# Tamaryna białowąsa
Tamaryna białowąsa (Saguinus mystax) – gatunek ssaka, naczelnego z rodziny pazurkowcowatych. Długość głowy i tułowia u samców średnio 24,2 cm, u samic średnio zaś 24,6 cm. Długość ogona wynosi u płci męskiej średnio 38,2 cm, u płci przeciwnej średnio 38,7 cm. Na twarzy charakterystyczne białe wąsy, płaszcz tworzą długie ciemne czy czarne włosy. Dominacja czerni na głowie, kończynach i tułowiu. Ogon jest czarny, czasem jednak szary na końcu. Niegdyś wyróżniano 3 podgatunki, nowsi autorzy zaliczają część z nich do gatunku tamaryna czerwonogłowa, w efekcie takson uznaje się za monotypowy. Prowadzi dzienny tryb życia w grupach rodzinnych wraz z tamarynami siodłatymi, w grupie zwykle tylko jedna samica przystępuje do rozrodu. Żywi się głównie owocami i niewielką zdobyczą zwierzęcą.

## Budowa

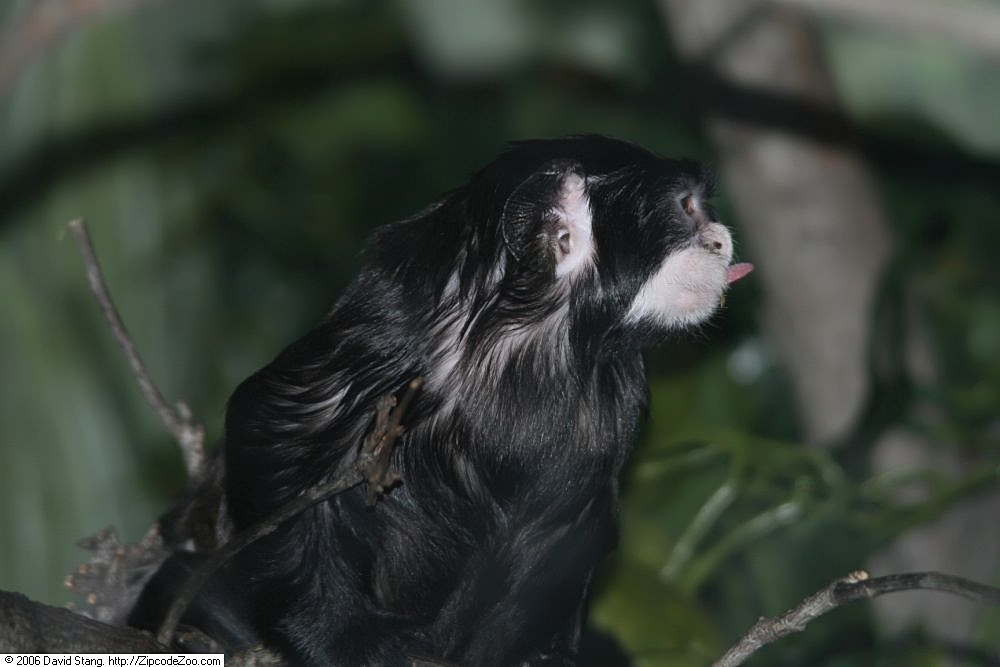
Tamaryna białowąsa ma ciemne futro z białą okolicą nosa i ust

Pazurkowcowate należą do niewielkich naczelnych. Długość głowy i tułowia tamaryny białowąsej wynosi u samców średnio 24,2 cm, u samic średnio zaś 24,6 cm. Długość ogona wynosi u płci męskiej średnio 38,2 cm, u płci przeciwnej zaś średnio 38,7 cm. Całkowita długość wynosi 61,2 ± 31,2 cm u samców i 62,0 ± 29,0 cm u samic. Samce ważą od 380 do 630 g (różni autorzy podają 472–525 g, 491 ± 23), podczas gdy samice ważą od 360 do 650 g (511 ± 49 g, 490–561 g, 626 g). Średnia masa samców z Rio Blanco w Peru wynosiła 564,5 g, mieszcząc się w zakresie pomiędzy 502 a 681 g. W efekcie występuje nieznaczny dymorfizm płciowy w wielkości na korzyść samic, większych i cięższych od samców.
Zwierzę cechuje się niepigmentowaną różową skórą otaczającą usta i nos, porośniętą białym włosiem, co daje jej wygląd charakterystycznych wąsów. Wąsy te są znacznie większe niż u tamaryny czerwonobrzuchej, aczkolwiek najokazalsze wąsy ma tamaryna cesarska. Brodę z kolei porastają włosy koloru czarnego. Ciemię jest czarne. Gardło jest z kolei czarnobrązowe. Blisko spokrewniona tamaryna czerwonogłowa odróżnia się rudą głową, barwa ta obecna jest na ciemieniu, na czole i linii pomiędzy oczami. Natomiast reszta twarzy jest podobnie czarna z białym wąsem i niepigmentowaną skórą twarzy w okolicy ust i nozdrzy. Ciemię tamaryny białozadej jest czarne. Występuje u niej także niewielka ciemna plama w środku brody, a gardło jest czarnobrązowe.
Płaszcz tworzą długie ciemne czy czarne włosy. Podobne włosy porastają ramiona i przedramiona tych zwierząt, obecne takoż przynajmniej po górnej stronie rąk, przy czym zwykle występuje srebrzyste bądź płowe kropkowane. To ostanie nie sięga jednak grzbietu zwierzęcia. Może wystąpić także brąz czy czerń przetykana pomarańczem. Grzbiet i zad są czarniawe, niekiedy także przetykane pomarańczem. Klatka piersiowa i brzuch są czarnobrązowe. Narządy płciowe zewnętrzne są białe, nie posiadają bowiem pigmentu. Dominacja czerni na głowie, kończynach i tułowiu pozwala odróżnić tamarynę białowąsą od tamaryn wydzielonych z tego gatunku, podczas gdy barwa ruda na głowie cechuje tamarynę czerwonogłową, podobnie obecność na płaszczu barwy płowej czy pomarańczowej. Tamaryna białozada odróżnia się od białowąsej nieznacznie, między innymi nie pigmentowaną okolicą anogenitalną i pachwinową, jak również podstawą ogona po stronie brzusznej, gdzie występują tylko białe włosy, którym to zawdzięcza swoją nazwę tak po angielsku, jak i po polsku.
Ogon jest czarny, czasem jednak szary na końcu. Proksymalna jego część może być ubarwiona tak jak zad, a więc przetykana pomarańczem. Natomiast u tamaryny czerwonogłowej czy białozadej ogon jest czarny.
Ramiona i przedramiona są brązowoczarne, dłonie, stopy, przedramiona i nogi podobnie. Zewnętrzne części ud są czarniawe, przetykane pomarańczem, wewnętrzne części kończyn są czarnobrązowe. Gatunek odróżnia się tu od tamaryny czerwonogłowej z brązowymi zewnętrznymi częściami rąk i nóg, ciemnymi do czerni na dłoniach i stopach, a także tamaryny białozadej o górnych częściach dłoni i stóp czarnych, mającej więcej barwy płowej występuje na zewnętrznej stronie ud.

## Systematyka

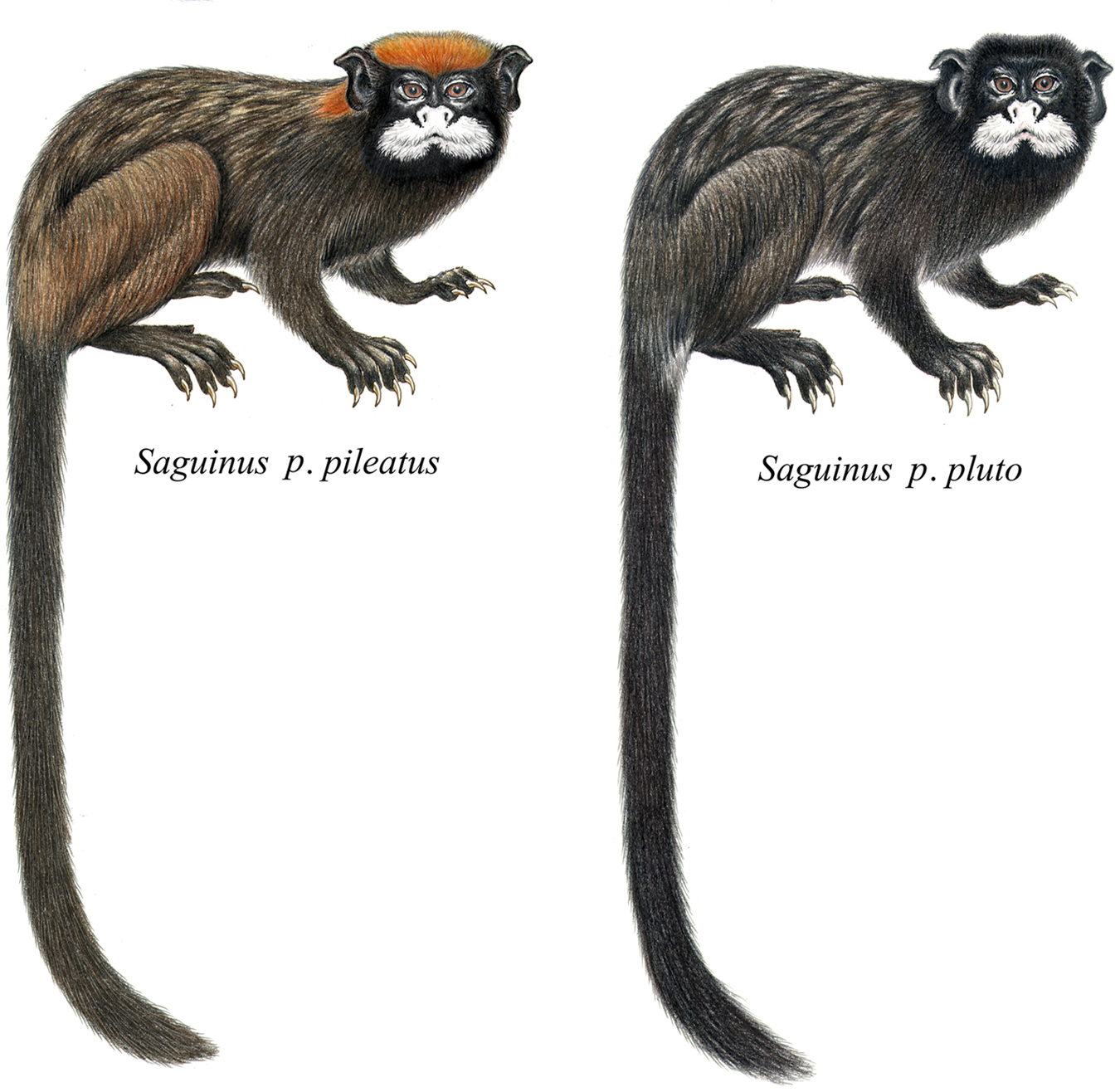
Niegdyś wyróżniano 3 podgatunki tamaryny białowąsej, nowsi autorzy zaliczają część z nich do gatunku Saguinus pileatus, czyli tamaryna czerwonogłowa

Gatunek po raz pierwszy zgodnie z zasadami nazewnictwa binominalnego opisał w 1823 roku niemiecki przyrodnik Johann Baptist von Spix, umieszczając nowo opisany takson w rodzaju Midas i nadając mu epitet gatunkowy mystax. Opis ukazał się w książce autorstwa Spixa zatytułowanej Simiarum et Vespertilionum Brasiliensium species novae, czyli historia naturalna nowych gatunków małp i nietoperzy zaobserwowanych i zebranych podczas podróży w głąb Brazylii, przeprowadzonej na polecenie Jego Wysokości Króla Bawarii w latach 1817, 1818, 1819, 1820. Miejsce typowe to według oryginalnego opisu „lasy i rzeki pomiędzy Solimöens i Iça”; ograniczone w 1977 roku przez amerykańskiego zoologa Philipa Hershkovitza do obszaru w pobliżu São Paulo de Olivença, na południowym brzegu rzeki Solimões, w Amazonas, w Brazylii. Okaz typowy składa się z dwóch syntypów (dorosłe samice) zebranych przez Spixa: zamontowanej skóry z czaszką w środku (sygnatura ZSM 29) ze zbiorów Zoologische Staatssammlung München oraz zamontowanej skóry (sygnatura RMNH.MAM.39102) ze zbiorów Muzeum Historii Naturalnej w Lejdzie.
Obecnie nie wyróżnia się już rodzaju Midas, a gatunek zalicza się do rodzaju Saguinus, po polsku zwanego tamaryną. Umieszczany jest w podrodzaju Tamarinus. W obrębie rodzaju Saguinus wyróżniano 6 grup, z których 5 okazało się tworzyć odrębne klady. Sam rodzaj, stanowiący grupę siostrzaną pozostałych pazurkowcowatych, wyodrębnił się w zachodniej Amazonii między 17,4 bądź 15 a 13 milionów lat temu. Jako pierwsza oderwała się gałąź prowadząca do niewielkich tamaryn takich jak tamaryna czarnopłaszczowa. Było to 11 a 8 milionów lat temu, kiedy po ustąpieniu systemu Pebas tamaryny przemieszczały się na wschód. Następna była właśnie grupa tamaryny białowąsej, powstała 6–7 milionów lat przed Chrystusem. Dopiero potem zróżnicowały się grupy tamaryny srokatej, złotorękiej i białoczubej. Późniejsi autorzy wyróżniali już tylko 4 grupy (bez grupy tamaryny czarnopłaszczowej). Grupa tamaryny białowąsej obejmuje następujące taksony: Saguinus mystax mystax (Spix, 1823), Saguinus mystax pileatus (I. Geoffroy Saint-Hilaire & Deville, 1848), Saguinus mystax pluto (Lönnberg, 1926), Saguinus labiatus labiatus (É. Geoffroy Saint-Hilaire, 1812), Saguinus labiatus thomasi (Goeldi, 1907), Saguinus labiatus rufiventer (Gray, 1843), Saguinus imperator imperator (Goeldi, 1907), Saguinus imperator subgrisescens (Lönnberg, 1940), Saguinus inustus (Schwarz, 1951). Nowsze publikacje zawężają już grupę tamaryny białowąsej do tegoż gatunku, tamaryny cesarskiej i tamaryny czerwonobrzuchej. W takim ujęciu grupa wyodrębniła się między 12 a 6 milionów lat temu i różnicowała w zachodniej Amazonii wobec znacznych zmian środowiskowych pod koniec miocenu, kiedy to spływające z Andów rzeki zastąpiły dawne mokradła Pebas. Dalsze zmiany systemu rzecznego następowały w pliocenie, wraz z utworzeniem się łuku Fitzcarrald. W starszym ujęciu Hershkovitza tamaryna czerwonobrzucha stanowiła grupę siostrzaną kladu złożonego z dwóch pozostałych gatunków. Niektórzy autorzy jednak widzieli tamarynę białowąsą jako grupę siostrzaną tamaryny plamkolicej.
Athaydes i inni (2021) zaprezentowali m.in. następujący kladogram (uproszczono):
|  | Callithrix geoffroyi, Callithrix penicillata                                           |
|  |                                                                                        |
|  | \| \| Cebuella pygmaea \| \| \| \| \| \| Mico argentatus, Mico humeralifer \| \| \| \| |
|  |                                                                                        |
|  | Cebuella pygmaea                                                                       |
|  |                                                                                        |
|  | Mico argentatus, Mico humeralifer                                                      |
|  |                                                                                        |

|  | Cebuella pygmaea                  |
|  |                                   |
|  | Mico argentatus, Mico humeralifer |
|  |                                   |

|  | Callithrix geoffroyi, Callithrix penicillata                                           |
|  |                                                                                        |
|  | \| \| Cebuella pygmaea \| \| \| \| \| \| Mico argentatus, Mico humeralifer \| \| \| \| |
|  |                                                                                        |
|  | Cebuella pygmaea                                                                       |
|  |                                                                                        |
|  | Mico argentatus, Mico humeralifer                                                      |
|  |                                                                                        |

|  | Cebuella pygmaea                  |
|  |                                   |
|  | Mico argentatus, Mico humeralifer |
|  |                                   |

|  | Callithrix geoffroyi, Callithrix penicillata                                           |
|  |                                                                                        |
|  | \| \| Cebuella pygmaea \| \| \| \| \| \| Mico argentatus, Mico humeralifer \| \| \| \| |
|  |                                                                                        |
|  | Cebuella pygmaea                                                                       |
|  |                                                                                        |
|  | Mico argentatus, Mico humeralifer                                                      |
|  |                                                                                        |

|  | Cebuella pygmaea                  |
|  |                                   |
|  | Mico argentatus, Mico humeralifer |
|  |                                   |

|  | Callithrix geoffroyi, Callithrix penicillata                                           |
|  |                                                                                        |
|  | \| \| Cebuella pygmaea \| \| \| \| \| \| Mico argentatus, Mico humeralifer \| \| \| \| |
|  |                                                                                        |
|  | Cebuella pygmaea                                                                       |
|  |                                                                                        |
|  | Mico argentatus, Mico humeralifer                                                      |
|  |                                                                                        |

|  | Cebuella pygmaea                  |
|  |                                   |
|  | Mico argentatus, Mico humeralifer |
|  |                                   |

|  | Saguinus bilocor, Saguinus martinsi                                                                     |
|  | |
|  | \| \| Saguinus geoffroyi, Saguinus oedipus \| \| \| \| \| \| Saguinus midas, Saguinus niger \| \| \| \| |
|  | |
|  | Saguinus geoffroyi, Saguinus oedipus                                                                    |
|  | |
|  | Saguinus midas, Saguinus niger                                                                          |
|  | |

|  | Saguinus geoffroyi, Saguinus oedipus |
|  |                                      |
|  | Saguinus midas, Saguinus niger       |
|  |                                      |

|  | Saguinus inustus                                                      |
|  |                                                                       |
|  | \| \| Saguinus labiatus \| \| \| \| \| \| Saguinus mystax \| \| \| \| |
|  |                                                                       |
|  | Saguinus labiatus                                                     |
|  |                                                                       |
|  | Saguinus mystax                                                       |
|  |                                                                       |

|  | Saguinus labiatus |
|  |                   |
|  | Saguinus mystax   |
|  |                   |

|  | Saguinus inustus                                                      |
|  |                                                                       |
|  | \| \| Saguinus labiatus \| \| \| \| \| \| Saguinus mystax \| \| \| \| |
|  |                                                                       |
|  | Saguinus labiatus                                                     |
|  |                                                                       |
|  | Saguinus mystax                                                       |
|  |                                                                       |

|  | Saguinus labiatus |
|  |                   |
|  | Saguinus mystax   |
|  |                   |

|  | Saguinus bilocor, Saguinus martinsi                                                                     |
|  | |
|  | \| \| Saguinus geoffroyi, Saguinus oedipus \| \| \| \| \| \| Saguinus midas, Saguinus niger \| \| \| \| |
|  | |
|  | Saguinus geoffroyi, Saguinus oedipus                                                                    |
|  | |
|  | Saguinus midas, Saguinus niger                                                                          |
|  | |

|  | Saguinus geoffroyi, Saguinus oedipus |
|  |                                      |
|  | Saguinus midas, Saguinus niger       |
|  |                                      |

|  | Saguinus inustus                                                      |
|  |                                                                       |
|  | \| \| Saguinus labiatus \| \| \| \| \| \| Saguinus mystax \| \| \| \| |
|  |                                                                       |
|  | Saguinus labiatus                                                     |
|  |                                                                       |
|  | Saguinus mystax                                                       |
|  |                                                                       |

|  | Saguinus labiatus |
|  |                   |
|  | Saguinus mystax   |
|  |                   |

|  | Saguinus inustus                                                      |
|  |                                                                       |
|  | \| \| Saguinus labiatus \| \| \| \| \| \| Saguinus mystax \| \| \| \| |
|  |                                                                       |
|  | Saguinus labiatus                                                     |
|  |                                                                       |
|  | Saguinus mystax                                                       |
|  |                                                                       |

|  | Saguinus labiatus |
|  |                   |
|  | Saguinus mystax   |
|  |                   |

|  | Saguinus bilocor, Saguinus martinsi                                                                     |
|  | |
|  | \| \| Saguinus geoffroyi, Saguinus oedipus \| \| \| \| \| \| Saguinus midas, Saguinus niger \| \| \| \| |
|  | |
|  | Saguinus geoffroyi, Saguinus oedipus                                                                    |
|  | |
|  | Saguinus midas, Saguinus niger                                                                          |
|  | |

|  | Saguinus geoffroyi, Saguinus oedipus |
|  |                                      |
|  | Saguinus midas, Saguinus niger       |
|  |                                      |

|  | Saguinus inustus                                                      |
|  |                                                                       |
|  | \| \| Saguinus labiatus \| \| \| \| \| \| Saguinus mystax \| \| \| \| |
|  |                                                                       |
|  | Saguinus labiatus                                                     |
|  |                                                                       |
|  | Saguinus mystax                                                       |
|  |                                                                       |

|  | Saguinus labiatus |
|  |                   |
|  | Saguinus mystax   |
|  |                   |

|  | Saguinus inustus                                                      |
|  |                                                                       |
|  | \| \| Saguinus labiatus \| \| \| \| \| \| Saguinus mystax \| \| \| \| |
|  |                                                                       |
|  | Saguinus labiatus                                                     |
|  |                                                                       |
|  | Saguinus mystax                                                       |
|  |                                                                       |

|  | Saguinus labiatus |
|  |                   |
|  | Saguinus mystax   |
|  |                   |

|  | Saguinus bilocor, Saguinus martinsi                                                                     |
|  | |
|  | \| \| Saguinus geoffroyi, Saguinus oedipus \| \| \| \| \| \| Saguinus midas, Saguinus niger \| \| \| \| |
|  | |
|  | Saguinus geoffroyi, Saguinus oedipus                                                                    |
|  | |
|  | Saguinus midas, Saguinus niger                                                                          |
|  | |

|  | Saguinus geoffroyi, Saguinus oedipus |
|  |                                      |
|  | Saguinus midas, Saguinus niger       |
|  |                                      |

|  | Saguinus inustus                                                      |
|  |                                                                       |
|  | \| \| Saguinus labiatus \| \| \| \| \| \| Saguinus mystax \| \| \| \| |
|  |                                                                       |
|  | Saguinus labiatus                                                     |
|  |                                                                       |
|  | Saguinus mystax                                                       |
|  |                                                                       |

|  | Saguinus labiatus |
|  |                   |
|  | Saguinus mystax   |
|  |                   |

|  | Saguinus inustus                                                      |
|  |                                                                       |
|  | \| \| Saguinus labiatus \| \| \| \| \| \| Saguinus mystax \| \| \| \| |
|  |                                                                       |
|  | Saguinus labiatus                                                     |
|  |                                                                       |
|  | Saguinus mystax                                                       |
|  |                                                                       |

|  | Saguinus labiatus |
|  |                   |
|  | Saguinus mystax   |
|  |                   |

Jednakże nieco inna metodologia wyjmuje tamarynę plamkolicą z kladu 3 wyżej rozpatrywanych gatunków. Czas rozejścia się linii tamaryny cesarskiej z pozostałymi gatunkami oszacowano na 5,8–2,6 miliona lat temu. Tamaryna plamkolica oddzieliła się 4,8–1,8 miliona lat temu.
We wcześniejszych ujęciach do tego gatunku zaliczono S. pileatus (w randze podgatunku wraz z S. pileatus pluto) i populacje obecnie przypisywane nowo opisanemu gatunkowi S. kulina. Podawano różne liczby podgatunków tamaryny białowąsej. Najczęściej wyróżniano 3 podgatunki: podgatunek nominatywny opisany przez Spixa, podgatunek pluto, opisany przez Lonnberga w 1926, a część autorów wyróżniała jeszcze podgatunek pileatus opisany przez Saint-Hilaire’a i Deville’a w 1848 roku. Jednakże w 2001 Groves stwierdził, że podgatunek ten znacząco różni się od podgatunku nominatywnego i Saguinus mystax pluto, wobec czego zasługuje na wyróżnienie do innego gatunku. Autorzy Handbook of the Mammals of the World zauważyli jednak, że podgatunek ten zasiedla tereny pomiędzy zasięgiem podgatunku nominatywnego i podgatunku pluto, wobec czego wyodrębnienie go jako oddzielnego gatunku uznali za nielogiczne. Polskie nazewnictwo ssaków świata podążyło jednak za poglądem Grovesa, mianowicie wyróżniło podgatunek nominatywny tamaryny białowąsej, podgatunek pluto określony mianem tamaryny białozadej, natomiast podgatunek pileatus jako Saguinus pileatus uznało za odrębny gatunek zwany tamaryną czerwonogłową. IUCN podaje w dalszym ciągu 3 podgatunki.

### Etymologia
- Saguinus: fr. sagouin ‘pazurczatka’, być może od brazylijskiej, lokalnej nazwy sahui, używanej w okolicach Bahia[18].
- mystax: gr. μυσταξ mustax, μυστακος mustakos ‘wąsy’, od μασταξ mastax, μαστακος mastakos ‘szczęki, usta’, od μασαομαι masaomai ‘żuć’[19].

## Tryb życia

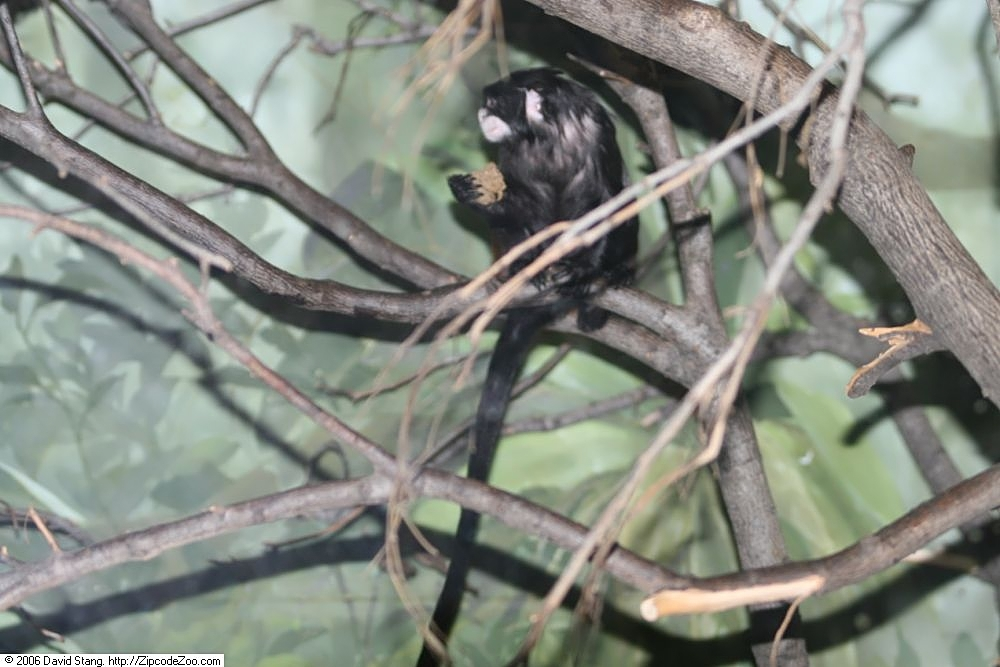
Tamaryna białowąsa wiedzie nadrzewny tryb życia

Naczelna prowadzi dzienny tryb życia w grupach. Jej aktywność zbadano w Urucu. Zwierzęta były aktywne przez 9 godzin i 12 minut. 30% czasu wąskonose te przemieszczały się, 26% czasu odżywiały, 20,6% polowały na zdobycz zwierzęcą, 16,6% odpoczywały, a 6,8% poświęcały interakcjom społecznym bądź innym aktywnościom.
Przemieszczanie się tamaryn białowąsych wskazuje, że pamiętają one, gdzie znajdują się zasobne w owoce drzewa. W badaniach z 1984 porą deszczową ssaki te odwiedzały dziennie średnio 13 drzew oddalonych od siebie o niecałe 150 m, skupiając się na od 4 do 11 osobnikach owocującego właśnie gatunku, i w 70% przemieszczały się w kierunku najbliższego drzewa.
Zwierzę żyje w grupach, podobnie jak i inne pazurkowcowate. Grupa taka obejmuje od 3 do 10–11 osobników, najczęściej jednak 5–6. Liczba osobników dorosłych wynosi od 2 do 6, a stosunek samców do samic wynosi 1,4. Badania w Urucu wykazały liczebność od 8 do 10 osobników, z czego do 5 dorosłych samców i jedna, góra dwie dorosłe samice. Jeżeli występuje ta ostatnia sytuacja, zazwyczaj samice te nie są w tym samym wieku i tylko jedna przystępuje do rozrodu. Grupa jest w miarę stała, a przedłużające gatunek para utrzymuje się przez 4–5 lat, niekiedy nawet do 7. Niekiedy jednak do grupy dołączają lub odłączają się od niej pewne osobniki. Zdarza się to zwłaszcza, kiedy ginie członek dominującej pary. Grupa może też rozpaść się z powodu swej nadmiernej liczebności. Niemające szans na rozród osobniki mogą wyemigrować, tworząc własne grupy bądź też przyłączając się do innych. Rzadko zdarza się, by w grupie wynikały konflikty kończące się zachowaniami agresywnymi, aczkolwiek zdarza się tak w razie kłótni o jedzenie. Niekiedy też dorosłe samce wykazują agresję wobec dorosłych samic, obawiając się o wierność wybranki w razie bliskości innej grupy. W interakcjach międzyosobniczych istotną rolę obejmuje iskanie. Tutaj przejawia się również nierówność pozycji osobników w grupie: dominująca samica jest iskana częściej niż iska sama.
Większe tamaryny często tworzą grupy mieszane z mniejszymi tamarynami z grupy tamaryny siodłatej. Dotyczy to także tamaryny białowąsej. Tak więc osobnikom tamaryny białowąsej towarzyszą mniejsze tamaryny z grupy tamaryn siodłatych. O ile zwierzęta te spędzają razem dnie, rozdzielają się późnym popołudniem, by spędzać noc na innych drzewach. Niemniej 4/5 swego czasu spędzają 50 m od siebie bądź mniej, a 72% w odległości do 20 m. Jednakże sen nocny odbywał się w odległości od 15 do 120 m od siebie. Na spoczynek zwierzęta kładły się zazwyczaj około godziny 4:00 po południu. Wtedy też podróżowały szybko, po cichu podążając za sobą tą samą ścieżką. Opisano 5 rodzajów miejsc nocnego spoczynku tego gatunku naczelnych. Autorzy wymieniają palmę Jessenia bataua, zwłaszcza drzewa wyższe niż średnia, dziuple w drzewach, gęstwinę liści w koronach drzew blisko bądź blisko pni, miejsca przy rozgałęzieniach dużych gałęzi, a także duże poziome gałęzie w koronach drzew. Najczęściej naczelne te korzystają z pierwszego i trzeciego z wymienionych miejsc, niechętne są natomiast dziuplom. Tym różnią się właśnie od mniejszych tamaryn z grupy siodłatych, które, lubiąc także palmy, na drugim miejscu korzystają z dziupli drzew, nigdy natomiast nie śpią w rozwidleniach czy na poziomy gałęziach. Ponadto tamaryna białowąsa śpi wyżej od swej kuzynki. Najczęściej też wybiera miejsce w środku swego areału, gdzie nie sięgają inne grupy.
Grupa taka zajmuje od 40 do 45 ha. Badania w Rio Urucu dotyczący mieszanych stad tamaryny białowąsej i tamaryny czarnogłowej wykazały obszar 179 ha. Dziennie grupa przemierza od 1500 do 1946 m. Cytowane wyżej badania z Urucu dały wielkość od 1150 do 2700 m dziennie. Zwierzęta razem bronią swych areałów, w czym to pomagają im także tamaryny z grupy siodłatych. W razie spotkania innego stada osobniki zachowują czujność, nawołują, niekiedy gonią się, a zdarzają się i nawet przypadki walk, w których uczestniczą osobniki obu płci. Niemniej wtedy samce walczą z samcami, samice z samicami. Pojedynki takie mogą trwać aż 2 godziny. Zagęszczenie wynosi zależnie od badania w Peru 7 osobników na kilometr kwadratowy, w Rio Tamshiyacu to 84, w Rio Amazonas od 1,4 do 14 grup na kilometr kwadratowy, najczęściej od 20 do 30 zwierząt na kilometr kwadratowy. Badania w Brazylii dały wyniki 22, 31 i 33 osobniki na km².

### Cykl życiowy

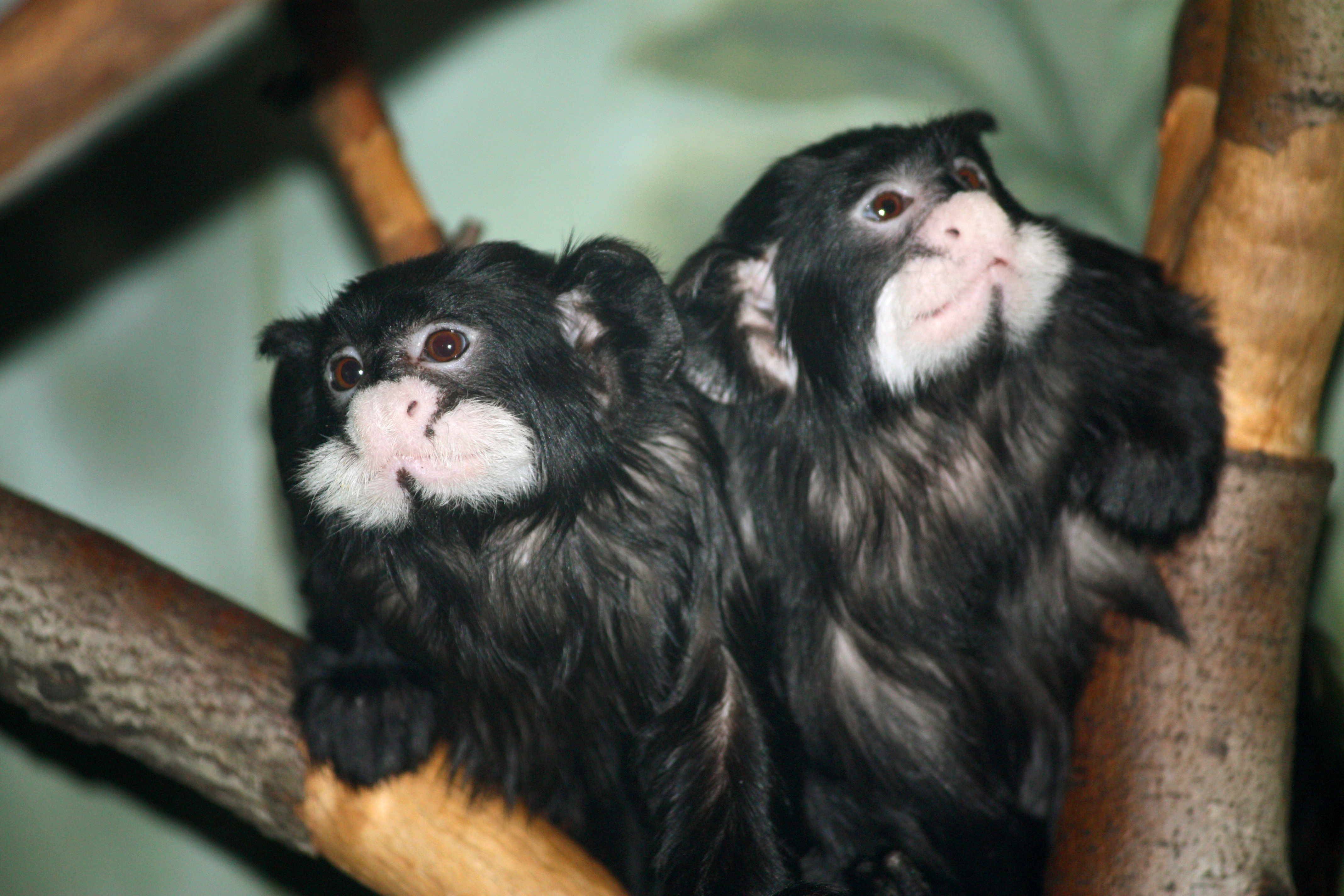
Zwierzę żyje w grupach rodzinnych

Rozród zwierzęcia obejmować może monogamię bądź poliandrię, rzadziej poligynię i poligynandrię. W grupie tamaryn białowąsych do przedłużania gatunku przystępuje tylko pojedyncza samica. Z samcami sprawa wygląda na bardziej skomplikowaną. Mianowicie na samicę w grupie przypada 1,4 samca. W niektórych z badanych grup tylko jeden samiec przystępował do rozrodu, podczas gdy w innych zdarzało się, że i inne samce również uczestniczyły w przedłużaniu gatunku. Zdarzało się nawet, że przychodziły na świat bliźnięta posiadające innych ojców. Zjawisko takie nie jest rzadkością wśród pazurkowcowatych, a w przypadku niektórych gatunków tej rodziny opisywano nawet chimeryzm polegający na obecności w organizmie młodych komórek pochodzących z 2 różnych ojców.
Badacze podnoszą wysoki stopień spokrewnienia tamaryn białowąsych w tej samej grupie. Tak więc większość nie przystępujących do rozrodu osobników urodziła się w tej grupie bądź jest blisko spokrewniona z osobnikiem przekazującym swe geny następnemu pokoleniu.
Sezon rozrodu przypada na okres od lipca do września. Kiedy samica znajduje się w okresie płodnym i może kopulować, samiec jej strzeże. Okres ten rozpoznaje prawdopodobnie po zapachu. Samice ponadto zmieniają w płodnym okresie wygląd swego sromu, który czerwienieje, brzęknie, wilgotnieje. Brzękną także i sutki, a gruczoł nadłonowy powiększa się i aktywuje. Podobnych zmian nie stwierdza się u tamaryn z grupy siodłatych.
Po kopulacji samica zachodzi w ciążę trwającą od 150 do 160 dni. Występuje tylko jedna ciąża w czasie roku.
W każdym razie narodziny występują przez prawie cały rok. Nie odnotowuje się ich jedynie w czerwcu i lipcu, kiedy to panuje pora sucha. Najwięcej zaś urodzin dochodzi do skutku pomiędzy listopadem i lutym, kiedy to ma miejsce pora deszczowa, zapewniająca dostępność owoców, a być może i owadów stanowiących pokarm tamaryn białowąsych. Na świat przychodzą zwykle bliźnięta, również i to zjawisko jest normą u pazurkowcowatych. Pomiędzy kolejnymi porodami mija od 8 do 14 miesięcy, najczęściej 11–12. Niemniej w jednym badaniu po porodzie jajniki matki były nieaktywne przez 54 i przez od 64 do 82 dni. Wynik ten jest od 3 do 4 razy dłuższy niż u innych pazurkowcowatych.
Przeżywalność młodych zależy od liczby samców wspierających matkę.
Odnotowano przypadek dzieciobójstwa. W czasie ciąży innej samicy z grupy rodzinnej matkę, wcześniej rodzicielkę trzech par bliźniąt, przyłapano, kiedy gryzła głowę swego nieżyjącego już młodego. Matka prawdopodobnie nie zabiła swego dziecka celem spożycia go, ale raczej w mechanizmie manipulacji rodzicielskiej (parental manipulation hypothesis, pozbycie się dziecka o i tak niewielkiej szansie na przeżycie, choćby wobec braku wsparcia w grupie, opisywane wcześniej u tamaryny siodłatej). Zdarzały się też przypadki zrzucania przez samca młodego z wysokości.

## Rozmieszczenie geograficzne
Gatunek (dawny podgatunek nominatywny) zasiedla tereny położone w Brazylii i Peru. Żyje na południe od Amazonki na zachodzie Brazylii, na zachód od Rio Juruá, sięgając także północnego wschodu Peru, na zachód sięga do wschodnich brzegów dolnej i środkowej Rio Tapiche i dolnej Ukajali. Na południe zasiedla tereny aż do ostatniej wymienionej rzeki, przekraczając Rio Tapiche na 6° 40’ S. Południową granicę zasięgu wyznaczają rzeki Inuya i Urubamba. Niemniej pozostają wątpliwości, jako że na niektórych terenach obserwowano zaledwie pojedynczego osobnika, a inne stwierdzenia są wątpliwe.

## Ekologia

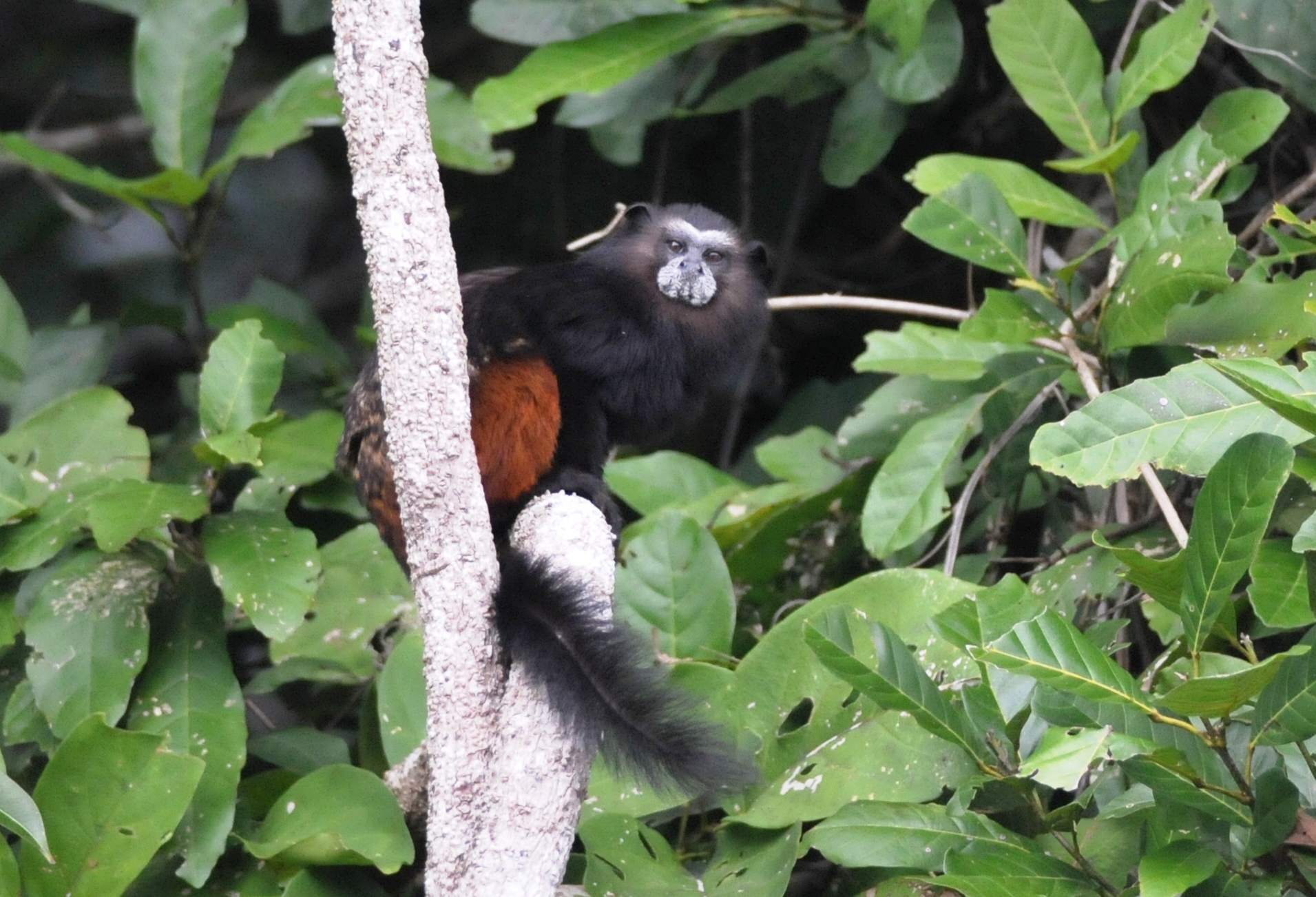
Tamaryna białowąsa tworzy grupy mieszane z mniejszą tamaryną siodłatą (powyżej)

Tamaryna białowąsa zasiedla wysokie wtórne nizinne lasy deszczowe, gęstą roślinność, środowiska przejściowe i miejsca po upadkach drzew. Zależna jest od stałego dostępu do owoców, prawdopodobnie w stopniu większym niż inne współwystępujące z nią tamaryny. Tylko marginalnie występuje w lesie zalewanym wodą. W siedliskach takich bowiem owoce pojawiają się bardziej sezonowo, a w porze suchej często ich brakuje.
Potrafi przetrwać w siedlisku zniszczonym przez człowieka i niedaleko jego siedzib.
Żywi się około 90 gatunkami roślin. Spożywa wysięki roślinne, takie jak gumy czy nektar, lubiane też przez inne pazurkowcowate, zwłaszcza przez uistiti. Podobnie jak inne pazurkowcowate, tamaryna białowąsa nie jest jednak wegetarianką. Przyjmuje bowiem pokarm zwierzęcy. Z bezkręgowców konsumuje owady, w szczególności prostoskrzydłe. Nie pogardza też kręgowcami w postaci jaszczurek czy płazów bezogonowych. Spośród roślin zwierzęta te odżywiały się głównie przedstawicielami rodzin takich jak bobowate, szczególnie Inga, i morwowate. Gumy zjadały z Stryphnodendron. Badania przeprowadzone w Rio Blanco obejmowały 42,3% owoców, 40,4% owadów, 9,3% roślin strączkowych, 5,6% nektaru oraz 2,2% gum, przy czym czas spędzony na zajadanie owoców zależał od pory roku. Mianowicie w porze suchej było to 37,6%, porą deszczową natomiast 48,6%. Badania poczynione porą suchą w Quebrada Blanco wskazały na poświęcenie 22 do 31% czasu pożywiania się na zdobywanie nektaru z kwiatów Symphonia globulifera. Badania w tym samym miejscu wskazały, że ssak odżywiał się 7 gatunkami roślin, podczas gdy tamaryna czarnoczelna z grupy tamaryn siodłatych wykorzystywała aż 17. Oba gatunki polegały w dużej mierze na Parkia ignneiflora i Parkia nitida w porze suchej. Z kolei populacja introdukowana w Padre Isla w 43,7% pożywiała się owocami, w 34,9% zwierzętami i w 19,6% gumami.
W badaniach Garbera zwierzęta te korzystały ze 150 drzew 20 gatunków, poświęcając im 3/4 czasu żerowania.

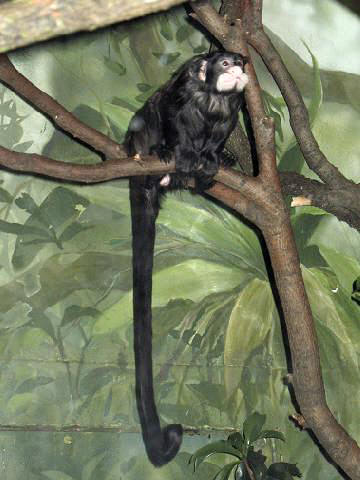
Tamaryna białowąsa żyje na drzewach

Badania w Urucu wskazały, że mieszana grupa wraz z tamaryną siodłatą wykorzystywała 155 gatunków roślin. 70,6% diety stanowiły owoce, 12,4% zwierzęta, a 10,4% gumy, zwłaszcza Parkia nitida i Parkia pendula, 6,2% nektar i jeden promil nasiona i grzyby by. Znaczenie nektaru, zwłaszcza Symphonia globulifera, i gum rosło późną porą deszczową i wczesną suchą, co przypadało na czas od lipca do września. Najważniejsze źródła owoców stanowiły to figowiec, jak Ficus trigona, Ficus mathewsii i Ficus guuianensis, Pseudolmedia lewis, Inga, Souroubea  guianensis, Leonia glycarpa, Pourouma formicrum, Hebepetalum humiriifolium, Minquartia guianensis. Nasiona zjadały tamaryny białowąse nie tylko drzew, ale także lian. Połykały nawet duże, mierzące 2,5 cm nasiona. Nasiona te szybko przechodziły przez ich układ pokarmowy, co zajmowało im od jednej do 5 godzin, zwykle zaś miej niż 3. Zwierzęta pozostawiały je w odległości dalszej niż 200 m od drzewa, z którego one pochodziły, przy czym cięższe nasiona przechodziły przez układ pokarmowy zwierzęcia szybciej niż lżejsze. Dzięki temu tamaryny te brał udział w rozsiewaniu roślin. Grupy takie rozsiewały 88 gatunków ze 155, którymi się pożywiały.
Z pokarmu zwierzęcego tamaryny te lubią zwłaszcza duże prostoskrzydłe jak pasikonikowate, Katydidae, aczkolwiek nie pogardzają także patyczakami, modliszkami, ryjkowcami, motylimi jajami i pluskwiakami, ale też wijami, pająkami, ich jajami i skorpionami. Na swą zdobycz polują w niższym bądź środkowym piętrze koron drzew, przeszukując szczeliny. Tamaryny z grup siodłatych natomiast żerują niżej i przeszukują głównie liście. Małpy obu gatunków korzystają z bromeliowatych nie tylko celem polowań wśród ich liści, ale źródła wody. Jednak w efekcie powyższych różnic zdobycz tamaryny białowąsej i mniejszych tamaryn siodłatych pokrywa się tylko w niewielkim stopniu, szacunki mówią o 9,4%. W innym źródle natomiast pokrywa się połowa gatunków, w jeszcze innym pokrywało się 34%. Sprzyja temu spożywanie przez tamaryny białowąse dużych, zielonych zwierząt. Spośród kręgowców poluje ona na płazy, zwłaszcza rzekotkowate z rodzaju Phyllomedusa i Osteocephalus, a także jaszczurki, jak Anolidae. W efekcie nie wydaje się, by oba gatunki żyjących razem tamaryn istotnie konkurowały ze sobą o pokarm. Jeżeli już, to konkurować mogą raczej o owocujące drzewa.
Odnotowywano też geofagię, być może celem uzupełnienia minerałów pierwiastków śladowych. 
Natomiast zagrożeniem dla tamaryn białowąsych może być drapieżnictwo. Samice padają ofiarą anakondy zielonej. Odnotowano, jak samica padła ofiarą podczas przekraczania jeziora. W innym przypadku mieszane stado napastował boa dusiciel mierzący 1,5 m długości, który w końcu złapał za nogę niedojrzałego samca. Dorosły osobnik płci męskiej uderzył węża za głową, a samica w połowie ciała. W efekcie boa dusiciel wypuścił zdobycz, a nawet opuścił broniony przez tamaryny teren. Zwierzęta te narażone są na ataki także z powietrza. Polują na nie ptaki szponiaste harpia gujańska, Spizaetus ornatus, tarczownik, sokołowe Micrastur, a także kondorowe sępnik czarny i Cathartes, ale też czaple, Cacinus cela, Crotophaga ani. Przed takimi atakami zwierzęta ostrzegają się głosami alarmowymi najczęściej 0,3 raza na godzinę. Po skutecznym ataku na młode częstość ich nawoływań wzrasta. Zaalarmowane schodzą w dół bądź zmierzają ku pniu drzewa, na którym przebywają, a niekiedy chowają się też pod większymi liśćmi palm. Tamaryny alarmują się także w razie napotkania papug czy tukanów. 
Zwierzę zasiedla wszystkie piętra lasu, niemniej najczęściej przemieszcza się w warstwie środkowej, gdzie też najczęściej żeruje. W przeciwieństwie do mniejszych tamaryn z grupy siodłatych tamaryna białowąsa rzadziej szuka pożywienia wzdłuż pni drzew. Mniej czasu spędza też w podszycie, typowym miejscu żerowania swych mniejszych krewnych. Wbrew większym rozmiarom ciała preferuje raczej szukanie pożywienia w koronach drzew. Występuje niemniej sympatrycznie z mniejszymi tamarynami z grupy siodłatych, takimi jak tamaryna siodłata czy tamaryna czarnoczelna, podobnie jak tamaryna amazońska występuje z tamaryną czarnogłową. Takie związki i wspólne stada opisywano u kilku gatunków większych tamaryn z mniejszymi tamarynami siodłatymi. W takich przypadkach zwierzęta innych gatunków często śpią osobno i żerują na różnej wysokości. Mniejsze tamaryny siodłate pożywiają się niżej, większe tamaryny zaś wyżej. Jednak stado wspólnie przemieszcza się.
Zagęszczenie wynosi między 8 a 8,78 zwierzęcia na km². Grupa zajmuje od 25 do 50 ha i nawet więcej, ustępując tutaj tamarynie czerwonogłowej, zajmującej i ponad 100 ha.

## Zagrożenia i ochrona

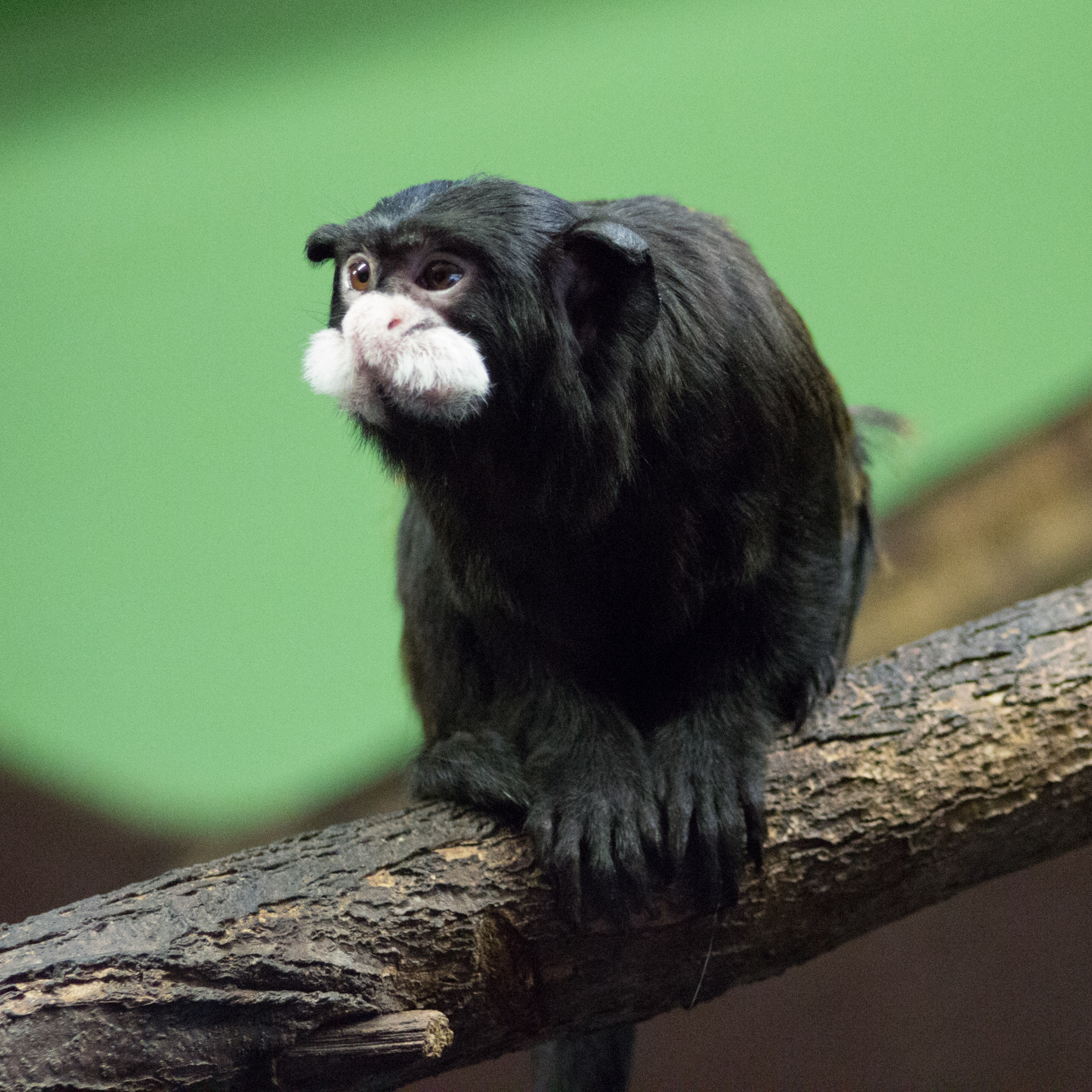
Tamaryna białowąsa bywa hodowana w ogrodach zoologicznych, jak tutaj w Pradze

Całkowita liczebność tamaryny białowąsej spada.
IUCN uznaje tamarynę białowąsą za gatunek najmniejszej troski, aczkolwiek włącza doń populacje tamaryny białozadej i czerwonogłowej. Po raz pierwszy uwzględniła gatunek w 1996 (ówczesna kategoria niższego ryzyka / najniższej troski), po czym oceniała go podobnie w 2003, 2008, 2018 i w ostatniej ocenie z 2015, opublikowanej w 2021. Klasyfikację taką uzasadnia szerokim zasięgiem występowania i brakiem istotnych zagrożeń.
IUCN nie wymienia żadnych zagrożeń mogących doprowadzić do unicestwienia gatunku. Na niektórych obszarach zwierzę nawet występuje pospolicie, a jest tak w Peru. Na niektórych bywa i najczęściej spotykanym naczelnym. Gatunek radzi sobie z niszczeniem siedlisk ręką człowieka i z polowaniami. Tamaryny białowąse sprzedaje się jako zwierzęta domowe, wykorzystuje się je również w badaniach naukowych jako organizm modelowy.
Gatunek introdukowano w latach 1977–1980 w Proyecto Peruano de Primatologia.